# BRATS
BRATS（ブラッツ）は、2011年に結成された日本のロックバンドである。レーベルはFAR EAST MONSTER RECORDS。

## 概要
2011年8月、いもうとシスターズ所属のジュニアアイドルであった黒宮れい、黒宮あや、後藤聖良、まりあの4名が自らの意思でロックバンドを結成する。結成時点でのメンバーの平均年齢は12歳であった。
当初はいもうとシスターズ内でのバンド活動挑戦企画という位置付けであったが、後に正式にバンド名が決まり、ライブ活動を開始する。なお「Brats」とは、英語で"(手に負えない)子供""ガキ"を意味する。
各メディアにおいて"ガールズバンド"として紹介される事が多いが、2017年時点でメンバー達は「（BRATSを）ガールズバンドという言葉で括られたくない」と主張している。

## メンバー

### 現在のメンバー
黒宮れい - ボーカル・ギター担当
2000年11月29日生まれ（24歳）、埼玉県出身、血液型O型。
いもうとシスターズの元メンバーで関東1期生。ベース黒宮あやの妹にあたる。
アイドルグループ「The Idol Formerly Known As LADYBABY（元LADYBABY）」の元メンバーでもある。
主な使用楽器はフェンダー・ストラトキャスター。
趣味はファッション、歌うこと。特技はフラフープ、変顔。
愛称は「れい」。
黒宮あや - ベース担当
1998年11月28日生まれ（26歳）、埼玉県出身、血液型O型。
いもうとシスターズの元メンバーで関東1期生。ボーカル黒宮れいの姉にあたる。
主な使用楽器は、インディーズ時代はフェンダー・プレシジョンベース。2016年からESPとエンドースメント契約を結んでおり、それ以降はE-II STREAMベースを使用している。
趣味はピック集め、特技はベース、何時間でも寝られること。
愛称は「あや」。

### サポートメンバー
ぴろしき - ドラム担当
男性ドラマー。2017年3月の活動再開からドラムを担当する。

### 旧メンバー
まりあ - ドラム担当
2000年6月3日生まれ（25歳）、大阪府出身、血液型A型。
元バンビーナ所属。いもうとシスターズの元メンバーで関西1期生。
2013年11月に家庭の事情で脱退、およびタレント活動を引退。
後藤聖良 - ギター担当
1998年6月8日生まれ（27歳）、兵庫県出身、血液型O型。
元バンビーナ所属。いもうとシスターズの元メンバーで関西1期生。
2014年5月に学業等の諸事情の為脱退。
ひなこ - ギター担当
1996年9月5日生まれ（28歳）。
2014年にサポートメンバーとして参加した後、2015年4月に正式メンバーとなる。
元々は「ひより」名義であったが、2017年3月の活動再開を期に「ひなこ」名義となる。
趣味は漫画、アニメ、読書。特技はイラストで、インディーズ時代にはバンドのロゴデザインを行っている。
2020年9月、個人的な理由で撤退。

## 略歴
2011年
- 8月、黒宮あや、黒宮れい姉妹、後藤聖良、まりあの4名で結成される。
- 9月23日、おいも屋本舗での黒宮あやと黒宮れいの合同イベントにて、バンド名「Brats」が発表される[8]。表記は後に「BRATS」と改められる。

2012年
- 7月28日、渋谷TAKEOFF7にて初ライブ。
- 8月4日、『たなバトル in 福岡中央公園』に出演。「たなバトル2012」にて18歳以下のジュニアの部でグランプリを獲得する。
- 8月15日、渋谷CLUB QUATTROでのイベントに出演。
- 8月25日、『吾妻橋フェスト下町634バンドコンテスト』にて特別賞を受賞。
- 11月2日、新宿RUIDO K4にてCyntiaをはじめとする実力派ガールズバンドと共演。

2013年
- 5月3日、池袋RUIDO K3にて開催された『アイマックスライブ2013』に出演。
- 8月11日、池袋RUIDO K3にて、初のワンマンライブを開催。このライブ後、ギターの後藤聖良が受験の為に活動を休止する。
- 11月、ドラムのまりあが脱退する。

2014年
- 5月、ギターの後藤聖良が脱退する。
- 10月11日、『第六回下北沢映画祭』にライブ出演。ギターのひより（現・ひなこ）がサポートメンバーとして参加し、その後正式メンバーとなる。

2015年
- 11月21日、アーバンギャルドの松永天馬による作詞・作曲による楽曲で、スタイリングが東佳苗による初のMUSIC VIDEO「十四歳病」をYouTubeにて公開[9]。

2016年
- 3月、バンド活動を一旦休止する。

2017年
- 3月29日、池袋 LIVE INN ROSAにて、『"BRATS" Free Live "Reborn"』を開催し、バンド活動を再開する。
- 6月21日、シングル『アイニコイヨ / 脳内消去ゲーム』をリリース。

2018年
- 7月25日、1stフルアルバム『BRATS』をリリース[10]。

2019年
- 1月20日、BRATSは韓国にてBrokenbytheScreamと初の海外公演を行う[11]。

2020年
- 1月10日、米カリフォルニア州オンタリオで開催された『Anime Los Angeles』で、BRATSが初の海外公演を行なった[1]。
- 9月30日、エイベックスよりメジャーデビューアルバム『Karma』をリリース[12]。同日、ギターのひなこが脱退[7]。

2021年
- 11月と12月にライブアルバムを2カ月連続で配信リリース[13]。

2022年
- 9月16日、約2年ぶりとなる新曲『Spiderweb』を配信リリース[14]。

## 作品

### 配信シングル
| # | リリース日    | タイトル                    | 備考 |
| - | ------------- | --------------------------- | --- |
| 1 | 2020年1月10日 | エクスキューザー            | Live Video |
| 2 | 2020年2月14日 | No more No more             | MUSIC VIDEO |
| 3 | 2020年3月20日 | Ms. Downer                  | Live Video |
| 4 | 2020年4月24日 | Fate                        | |
| 5 | 2020年5月29日 | 自虐性Loop                  | MUSIC VIDEO |
| 6 | 2020年6月26日 | 決まりごと - Version 2020 - | 2020年1月から7カ月連続で新曲を発表する企画中だったが、新型コロナウイルス感染拡大の影響により新曲のレコーディングが続行できなくなり「決まりごと」にリアレンジ、リミックスを施した新バージョンを配信。 |
| 7 | 2020年7月31日 | 棘                          | MUSIC VIDEO |
| 8 | 2020年8月28日 | Forget me not               | MUSIC VIDEO |
| 9 | 2022年9月16日 | Spiderweb                   | MUSIC VIDEO |

### 映像作品
| リリース日     | タイトル                                       | 発売元       | 規格品番 |
| -------------- | ---------------------------------------------- | ------------ | -------- |
| 2012年1月28日  | いもうとシスターズ バンド合宿                  | アイマックス | OIMO-610 |
| 2012年8月4日   | いもうとシスターズ バンド合宿2                 | アイマックス | OIMO-714 |
| 2012年12月15日 | いもうとシスターズ バンド合宿3                 | アイマックス | OIMO-755 |
| 2012年12月15日 | 2012.7.28 Shibuya TAKE OFF7『FIRST LIVE』BRATS | アイマックス | OIMO-788 |